# Рејчел Стар
Бренди Мишел Харгроув (енгл. Brandy Michelle Hargrove; 26. новембар 1983), познатија као Рејчел Стар (енгл. Rachel Starr), америчка је порнографска глумица.

## Награде
- 2009 — Награда AVN за најбољу групну сцену (са Ериком Еверхардом, Стивом Холмсом и Макензи Мајлс) — номинација
- 2011 — Награда AVN за најбољу тројку (са Асом Акиром и Миком Блуом) — номинација

## Одабрана филмографија
- I need your big pipe for my leaky pussy! (2009)
- School President Debate (2010)
- Tits On Guard (2010)
- Chemistry Lab-ia (2010)
- Tit-a-thon (2011)
- Rachel Starr's Workout (2012)
- Stranger Danger (2012)
- A Horny Devil (2016)
- A Side Piece Of Pornstars (2017)
- I Spy (2017)